# Per-Markku Ristilammi
Per-Markku Ristilammi, född 1958, är professor i etnologi vid Malmö Högskola. Han har i flera verk behandlat identitetsfrågan i relation till svensk modernitet med utgångspunkt i begreppen stad och förort med stadsdelen Rosengård i Malmö som exempel.
Per-Markku Ristilammi är son till poeten och författaren Frans Ristilammi.